# Jan Höök

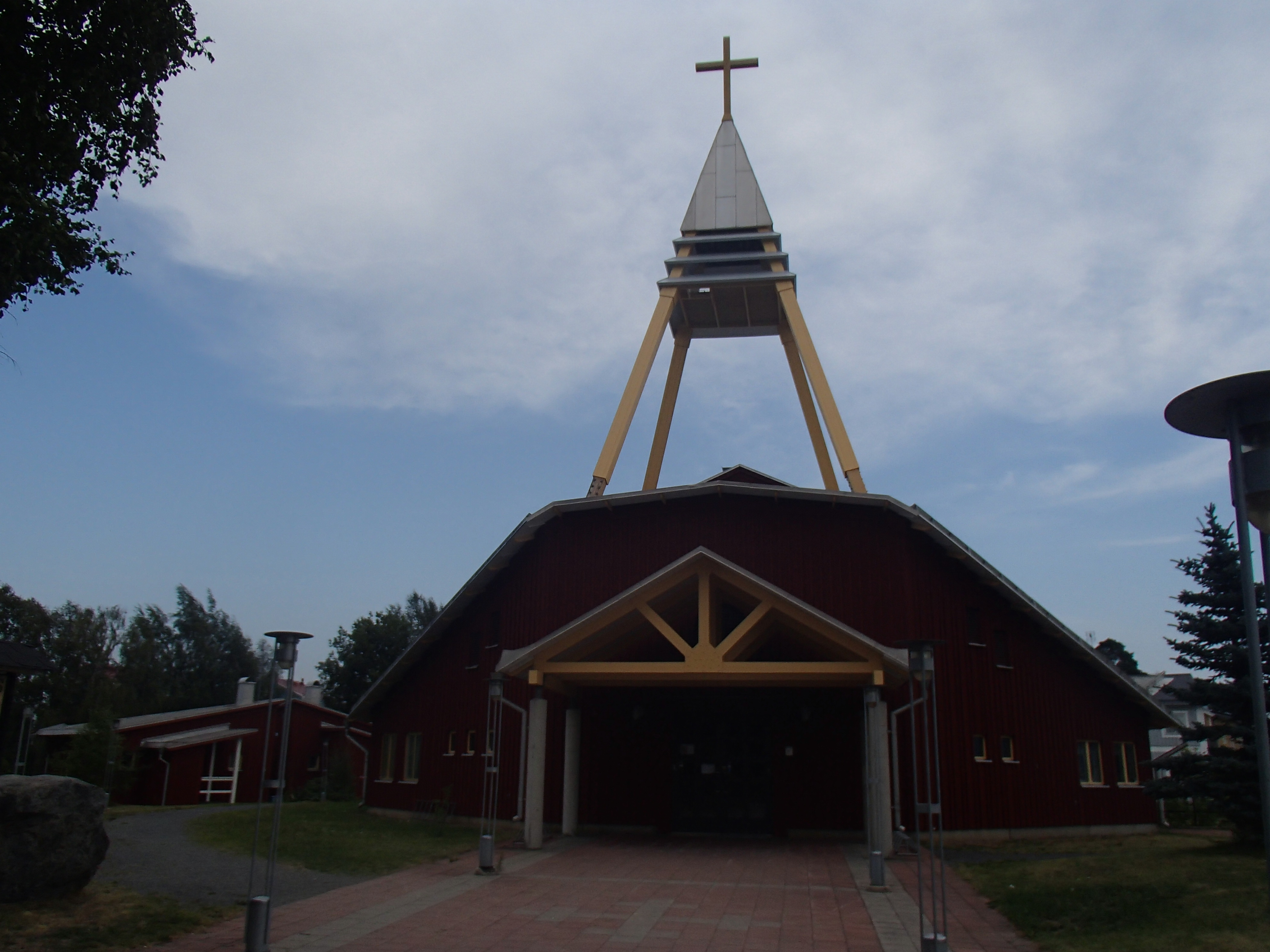
Sankt Josef Arbetarens katolska kyrka i Luleå.

Jan Olof Höök, född 29 mars 1929 i Jukkasjärvi församling, Norrbottens län, död 25 oktober 2014 i Luleå, var en svensk arkitekt. Han var son till arkitekt Bertil Höök.
Höök utexaminerades från Tekniska högskolan i Karlsruhe 1960. Han var delägare och verkställande direktör i Hööks Arkitektbyrå AB i Luleå från 1960. Han ritade främst sjukhus och vårdcentraler för Norrbottens läns landsting, däribland sjukhuset i Luleå. Tillsammans med Sandor Fülep ritade han Sveriges nordligaste katolska kyrka, den på Lövskatan i Luleå (invigd 1997).